# 이삭 히엔
이삭 말콤 콰쿠 히엔(스웨덴어: Isak Malcolm Kwaku Hien, 1999년 1월 13일 ~ )는 스웨덴의 축구 선수이다. 그의 포지션은 중앙 수비수로, 현재 이탈리아 세리에 A의 아탈란타에서 활약하고 있다.

## 클럽 경력

### 초기 경력
히엔은 AIK 유소년 팀에서 훗날 프로 축구 선수가 될 알렉산데르 이사크, 레오폴트 발슈테트와 함께 뛰었다. 2016년, 그는 바살룬즈 IF에 입단하여 2017년 2부 리그의 디비시온 1 노라에서 성인 무대 데뷔전을 치렀다. 21세까지 그는 주로 스트라이커로 활약했지만, 중앙 수비수로 전향하도록 설득되었고, 새로운 포지션에서 번성하였다. 2021년, 그는 유르고르덴 IF에 입단했으며 7월에 이전 소속팀인 바살룬즈로 수페레탄 2021 시즌이 끝날 때까지 임대되었다. 2022년 시즌 동안, 히엔은 알스벤스칸에서 17경기에 출전해 2골을 기록한 뒤 세리에 A의 엘라스 베로나로 이적했다.

### 엘라스 베로나
2022년 8월 27일, 히엔은 이탈리아의 엘라스 베로나와 4년 계약을 맺고 이적했다. 보도에 따르면 이적 세부 사항은 이적료가 기본 €3.5M이고, 잠재적으로 €5M으로 상승될 수 있다.

### 아탈란타
2024년 1월 2일, 히엔은 세리에 A의 아탈란타와 2028년 6월까지 계약을 맺고 이적했다. 보도에 따르면 이적료는 €9M이다.

## 국가대표팀 경력
2022년 9월 14일, 히엔은 세르비아와 슬로베니아와의 2022-23년 UEFA 네이션스리그 B 경기를 앞두고 처음으로 스웨덴 축구 국가대표팀에 차출되었다. 2022년 9월 24일, 그는 4-1로 패한 세르비아와의 경기에서 대표팀 주장 빅토르 린델뢰프와 함께 중앙 수비수를 맡아 풀타임을 소화하며 스웨덴 축구 국가대표팀 데뷔전을 치렀다.

## 사생활
히엔의 어머니는 스웨덴인이며, 아버지는 가나에서 부르키나파소 출신의 부모에게서 태어났다.